# Sclerose
Een sclerose (van het Griekse sklerosis, verharding) is een weefselverharding, meestal gaat het bij een sclerose om een verharding in het zenuwstelsel. Meestal heeft dit verlamming, en in een verder stadium ook de dood als gevolg. Soms kan een sclerose echter beperkt blijven tot bultjes op de huid of andere organen.
Voorbeelden van bekende sclerosis zijn:
- Multiple sclerose, ziekte waarbij het centraal zenuwstelsel aangetast wordt.
- Amyotrofe laterale sclerose, ziekte waarbij zenuwcellen in het ruggenmerg afsterven.
- Tubereuze sclerose complex, erfelijke ziekte waarbij er ernstige afwijkingen voorkomen aan een of meerdere organen.
- Primaire laterale sclerose, ziekte waarbij het weefsel in de piramidebaan verhardt.
- Sclerodermie, een ernstige auto-immuunziekte waarbij bindweefsel verhardt.
- Arteriosclerose, ziekte waarbij de wand van slagaders verhardt.